# وايران (أنغلزي)
وإيران (بالإنجليزية: Dwyran)‏ هي قرية تقع في المملكة المتحدة في ويلز.

## أعلام
- جون جونز